# Thiyl-Radikale
Thiyl-Radikale sind in der organischen Chemie reaktive Intermediate aus der Gruppe der reaktiven Schwefelspezies, die sich von Thiolen (Mercaptanen) ableiten. Unter dem Einfluss von Peroxiden entstehen aus Thiolen die reaktionsfreudigen Thiyl-Radikale:
Thiyl-Radikale sind ausgesprochen elektrophil und reagieren besonders schnell mit elektronenreichen C=C-Doppelbindungen in Alkenen, wie z. B. Styrol oder Vinylether.

## Thiyl-Radikale in der Biologie

### Reaktivität der Thiyl-Radikale
Die Bildung der Thiyl-Radikale in vivo erfolgt hauptsächlich durch das Einwirken verschiedener Radikale auf die in Proteine inkorporierte Aminosäure Cystein. Die Geschwindigkeit der Radikalbildung ist beim OH·-Radikal am höchsten (k = 6.8 x 109 M−1s−1) und sinkt über das H·-Radikal (k = 6.8 x 109 M−1s−1) hin bis zu Peroxyl-Radikalen R-CHOO· (k = 4.2 x 103 M−1s−1). Eines der wichtigsten Substrate der Thiyl-Radikale in biologischen Systemen sind Lipide, wobei die Thiyl-Radikale eine entscheidende Rolle bei der Lipidperoxidation spielen. Dabei fungieren die Thiyl-Radikale als Kettentransferkatalysatoren, indem sie das ungepaarte Elektron auf ein neues Lipid übertragen und somit die Lipidperoxidation beschleunigen. Weitere Substrate der Thiyl-Radikale sind andere Proteine (k = 1.4 x 105 M−1s−1), monoungesättigte Fettsäuren (MUFAs) (k = 1.6 x 105 M−1s−1) und Ubichinon (k = 2.5 x 103 M−1s−1). Interessanterweise beschleunigte die Zugabe von lipophilen Thiolen in Zellkultur oder Verabreichung an C. elegans die Lipidperoxidation, verursachte Schaden an Membranproteinen und war assoziiert mit einem Rückgang der mehrfachungesättigten Fettsäuren (PUFAs) und Verkürzung der Lebensdauer.

### Beseitigung der Thiyl-Radikale
Die wichtigsten phenolischen Antioxidantien, wie Ubichinon oder α-Tocopherol sind ineffiziente Scavenger der Thiyl-Radikale. Beide Substanzen sind nicht ausreichend reaktiv, und das α-Tocopherol ist zusätzlich nicht in ausreichender Menge vorhanden, um die Thiyl-Radikale abzufangen. Trotzdem haben beide Verbindungen eine hohe Geschwindigkeitskonstante für ihre Reaktion mit Peroxyl-Radikalen, was ihre evolutionäre Bedeutung als Scavenger unterstreicht. Isoprenoide Polyene, wie z. B. Carotenoide wie Lycopin weisen bezüglich Thiyl-Radikalen sehr hohe Geschwindigkeitskonstanten (bis zu 109 M−1s−1) auf. Allerdings reicht selbst unter Supplementierung die Wirkung des Lycopins nicht aus, um der Lipidperoxidation ausreichend entgegenzuwirken. Deutlich aussichtsreicher ist die Lage in wässrigen Medien: Ascorbinsäure und Glutathion weisen ebenfalls hohe Geschwindigkeitskonstanten auf (>108 M−1s−1) und sind gleichzeitig in ausreichend hohen Konzentrationen vorhanden, sodass in wässriger Umgebung Thiyl-Radikale durch die oben genannten Antioxidantien erfolgreich unschädlich gemacht werden können.